# Erik Julius Lallerstedt
Erik Julius Lallerstedt (né le 19 avril 1864 dans la paroisse de Skå et mort le 2 février 1955) a Stockholm est un architecte du romantisme national et du classicisme et un professeur suédois.

## Biographie
Erik Lallerstedt est né en 1864 dans le domaine Skå-Edeby à Svartsjölandet. 
Il appartenait à la famille Lallerstedt et était le fils d'Erik Ernst Lallerstedt et de Hedvig Carolina Natalia Theresia, née Werner. Lallerstedt a étudié entre 1882 et 1889 à l'école royale polytechnique et à l'académie royale suédoise des Beaux-Arts de Stockholm.
Erik Lallerstedt a laissé une empreinte sur l'architecture de Stockholm à travers plusieurs bâtiments importants. Parmi les projets les plus importants auxquels il a participé figurent l'église Saint-Matthieu de Stockholm, l'église Saint-Pierre de Stockholm et divers bâtiments pour le école royale polytechnique.

## Ouvrages
- Konstakademiens hus, Stockholm, 1893–1896
- Hemse kyrka, Gotland, 1896 (rénovation)
- Bromska palatset, Stockholm, 1898–1900 (avec Ludwig Peterson)
- Kungsholms församlingshus, 1899–1902
- Stockholm–Västerås–Bergslagens Järnvägar,
- Gare de Vansbro, Vansbro, 1899
- Église Saint-Pierre  Upplandsgatan 12, Stockholm, 1901
- Härnösands enskilda bank, Kungsträdgårdsgatan 16, Stockholm, 1901 (avec Ture Stenberg)
- Église Saint-Matthieu, Dalagatan 80-82, Stockholm, 1901–1903
- Waxholms Hotell, Vaxholm, 1903
- Trygghuset, Birger Jarlsgatan 32, Stockholm, 1907–1910
- Bostadshus, Baldersgatan 4, Stockholm, 1909–1910
- École royale polytechnique, Stockholm, 1914–1917
- Thulehuset, Kungsträdgårdsgatan 14, Stockholm, 1915–1917 (avec Ture Ryberg)
- Studentpalatset, Norrtullsgatan 2-6, Stockholm, 1925–1926
- Posthuset Odengatan/Dalagatan, Stockholm, 1928–1929
- Postgirot, Klara norra kyrkogatan 12-16, Stockholm, 1930–1938
- Riksbankshuset, Norrköping, 1931-1932
- Östra station, Roslagsbanan, Stockholm, 1932 (med Albin Stark)
- Posthuset Fridhemsgatan, Fridhemsgatan 7-11, Kungsholmen, Stockholm, 1938
- Opéra de Malmö, Malmö, 1944 (avec David Helldén et Sigurd Lewerentz)

## Galerie

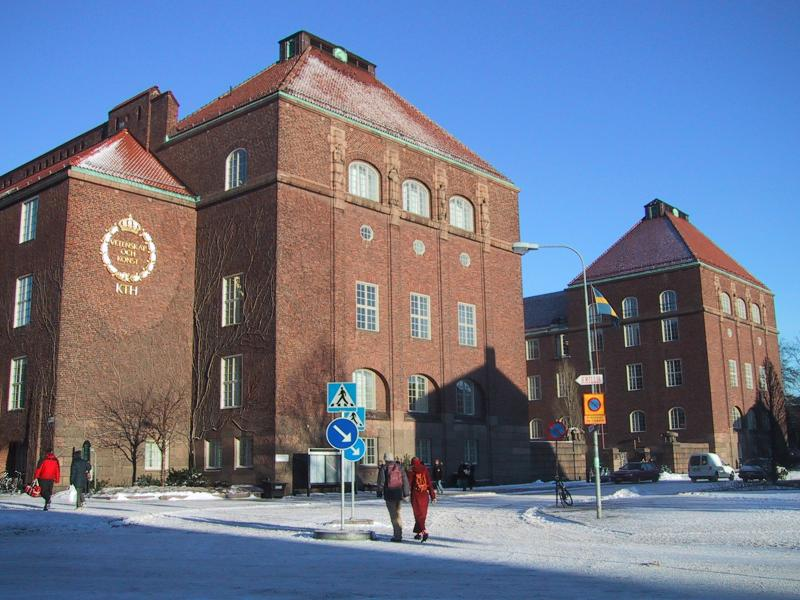
École royale polytechnique.
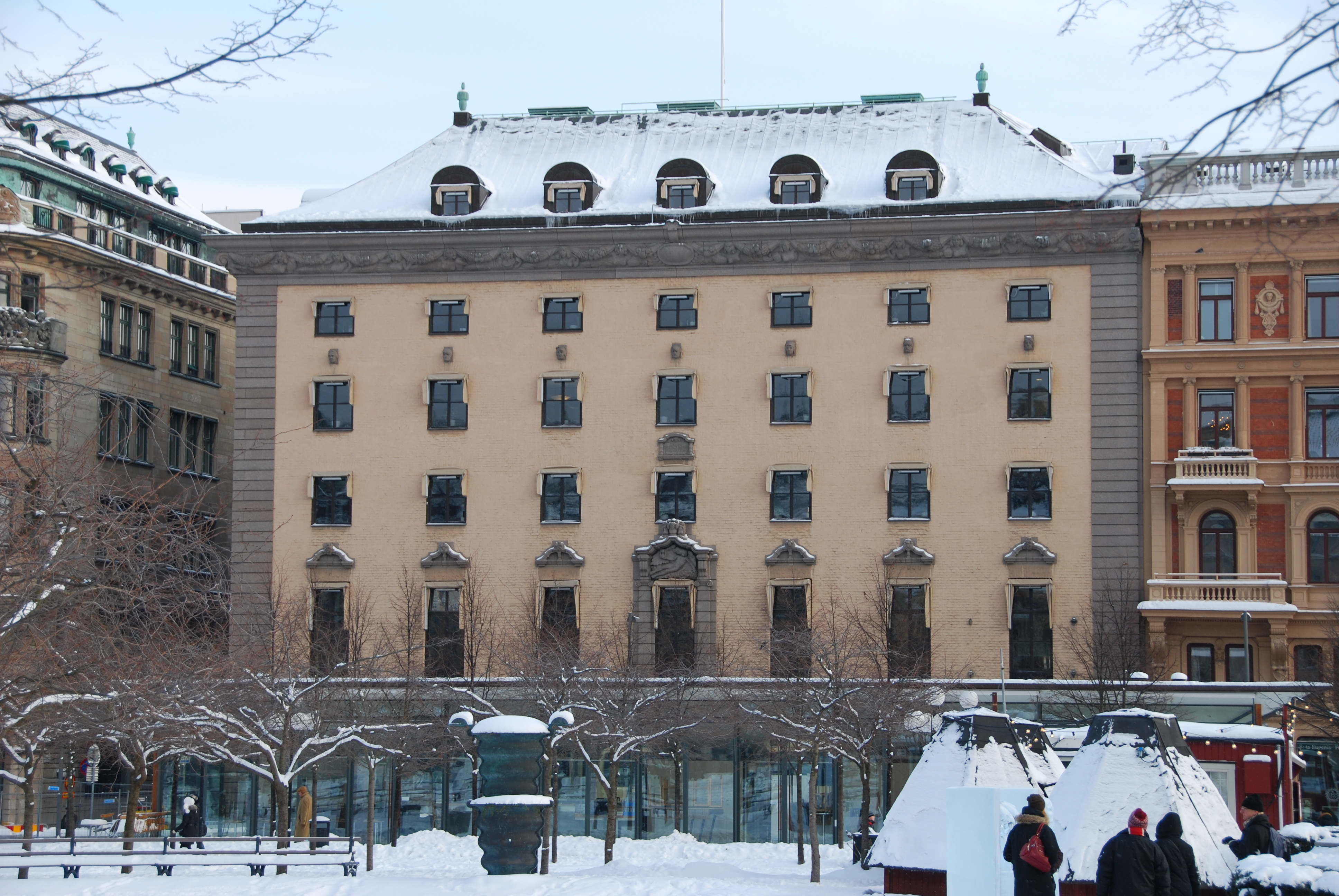
Thulehuset, Kungsträdgårdsgatan.
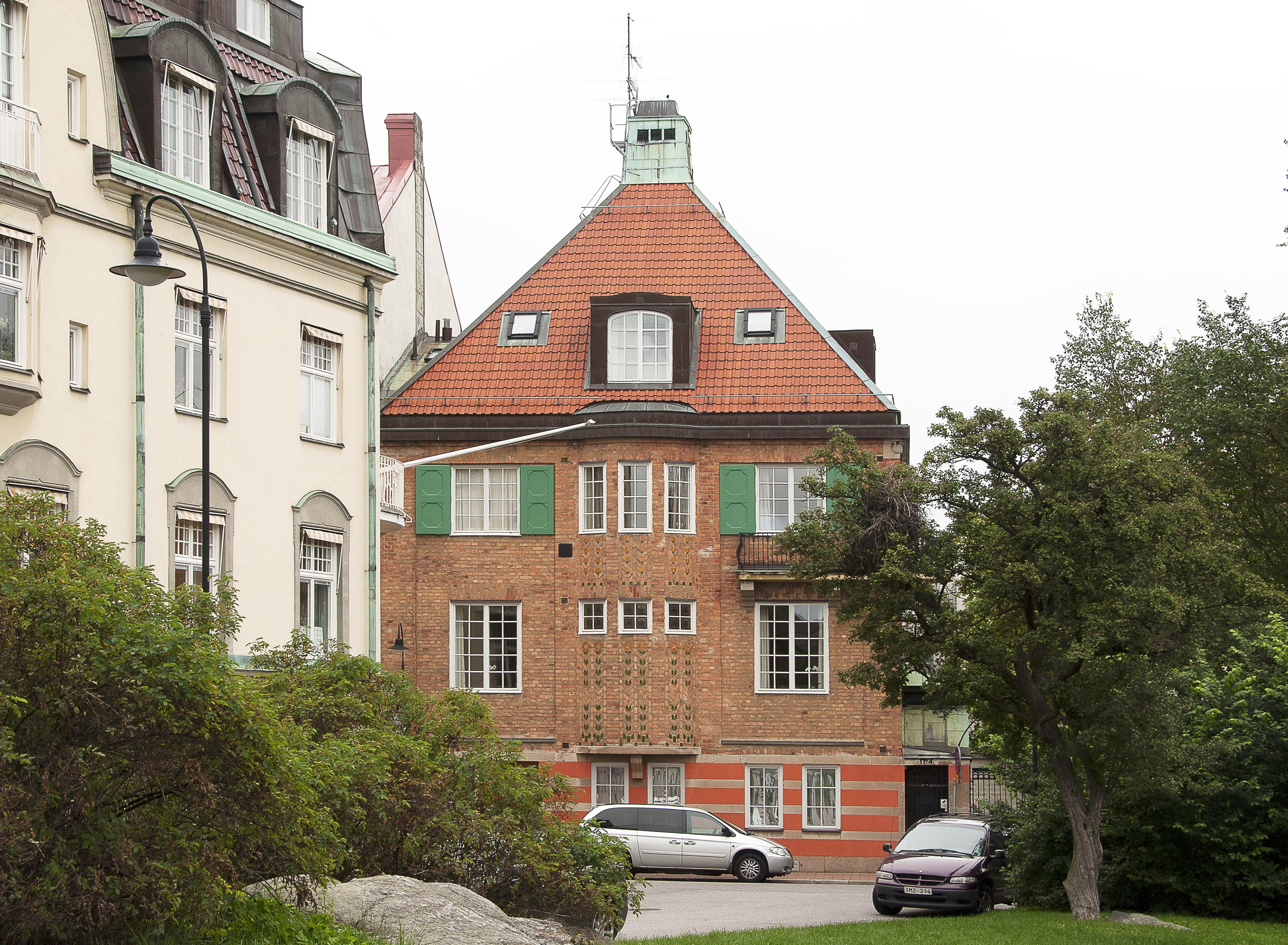
Baldersgatan 4 i Lärkstaden, Stockholm.
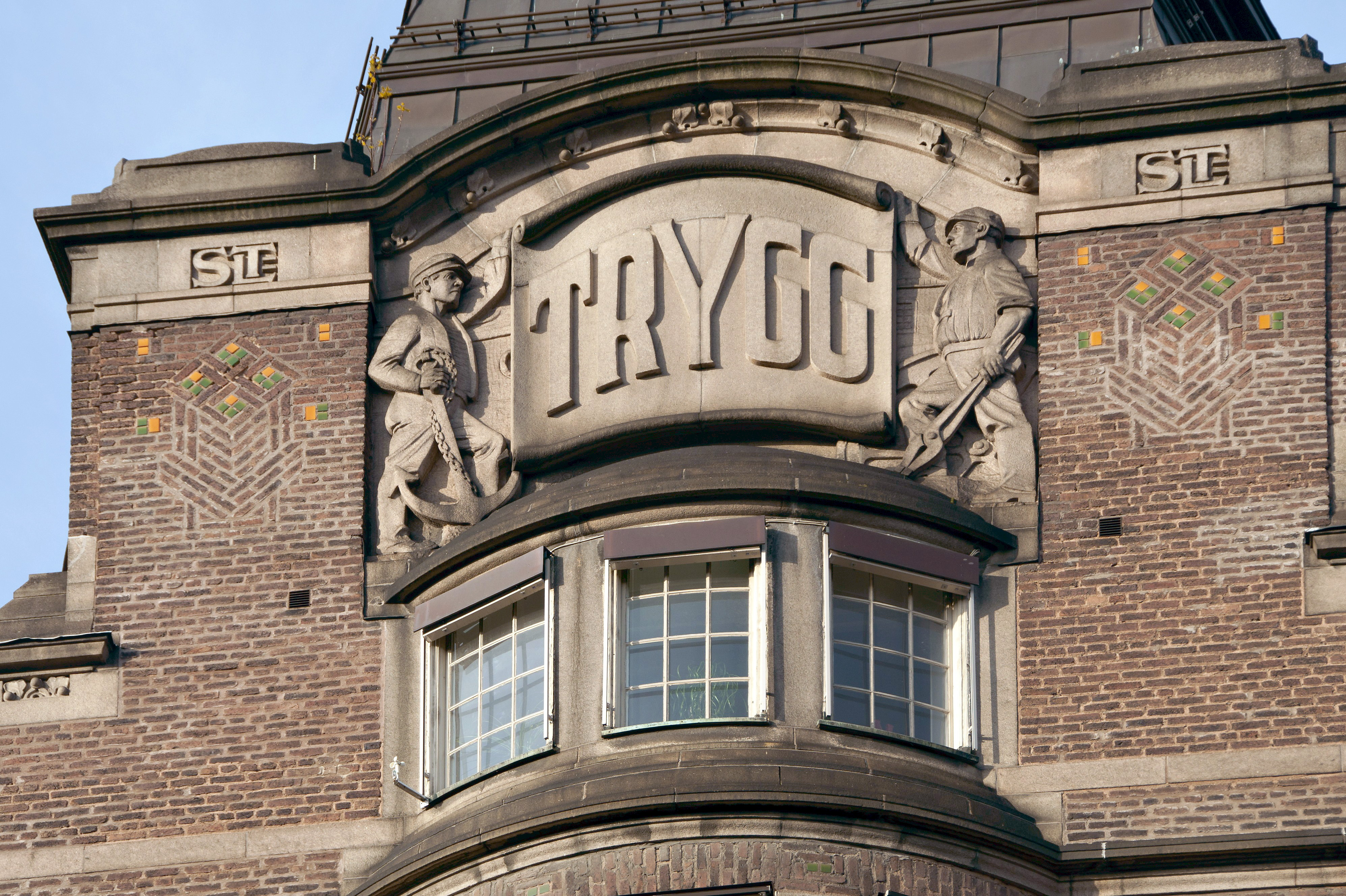
Trygghuset, Stockholm.
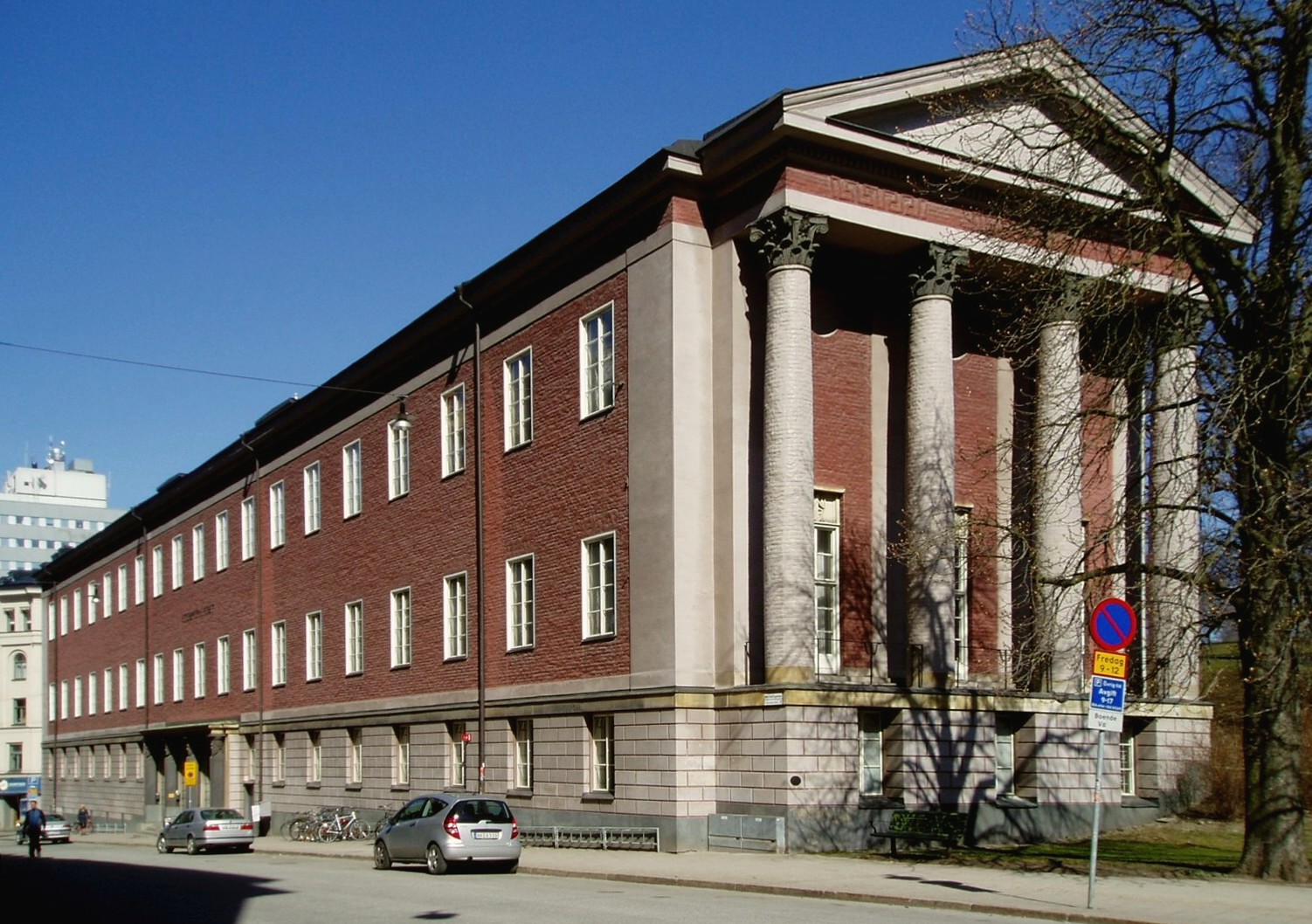
Studentpalatset, Stockholm.
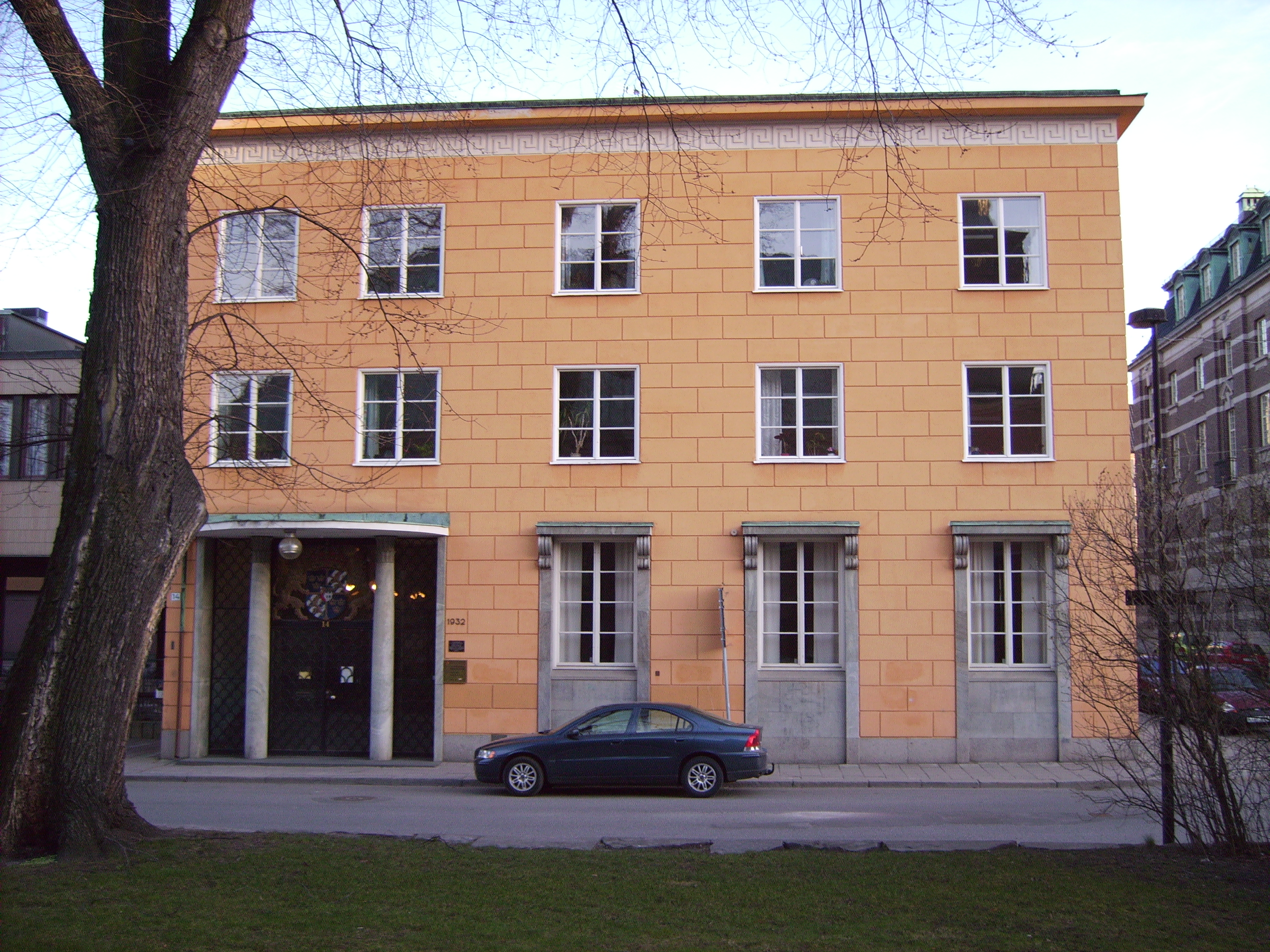
Riksbankens hus, Norrköping
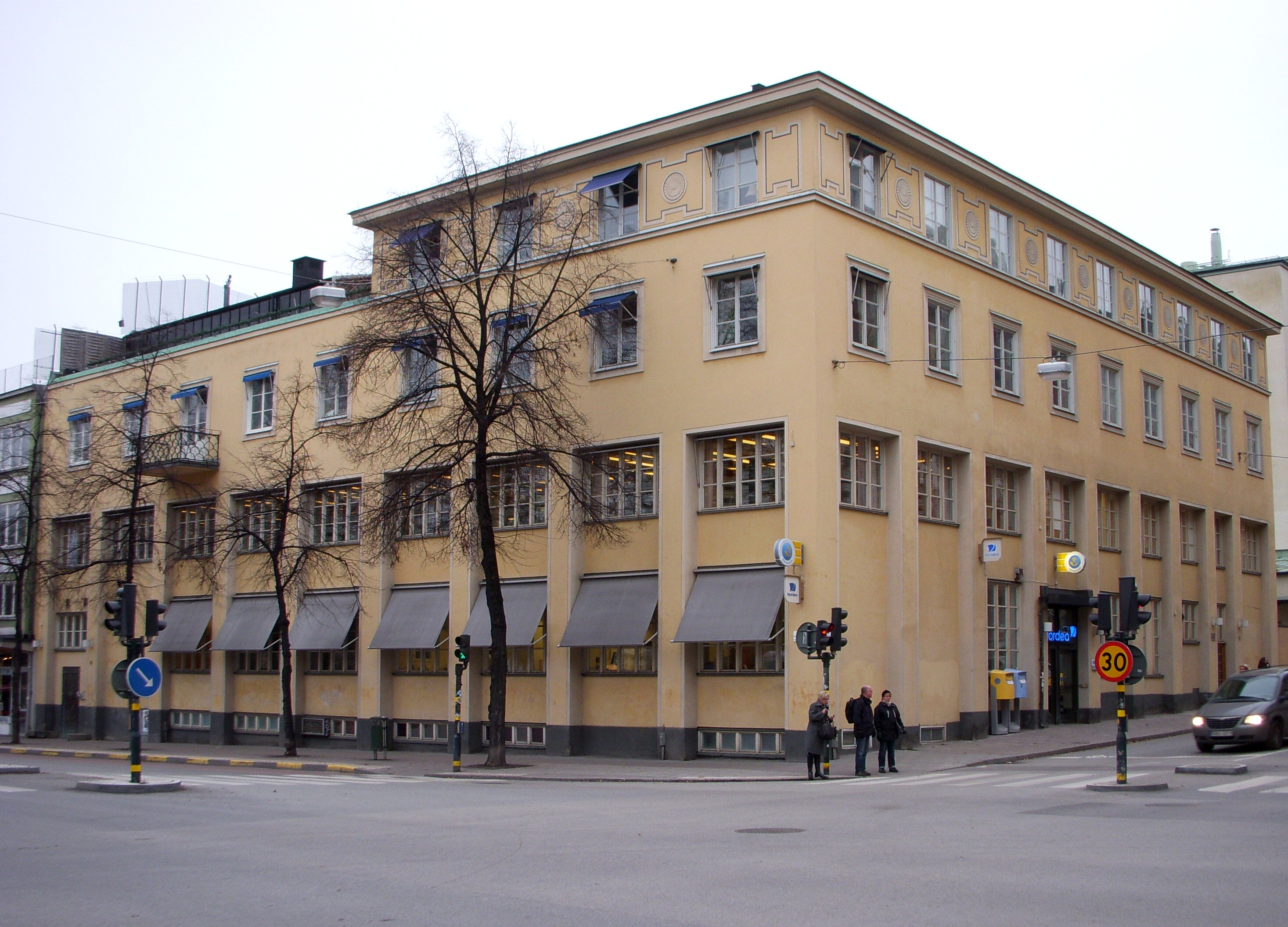
Posthuset Odengatan, Stockholm.
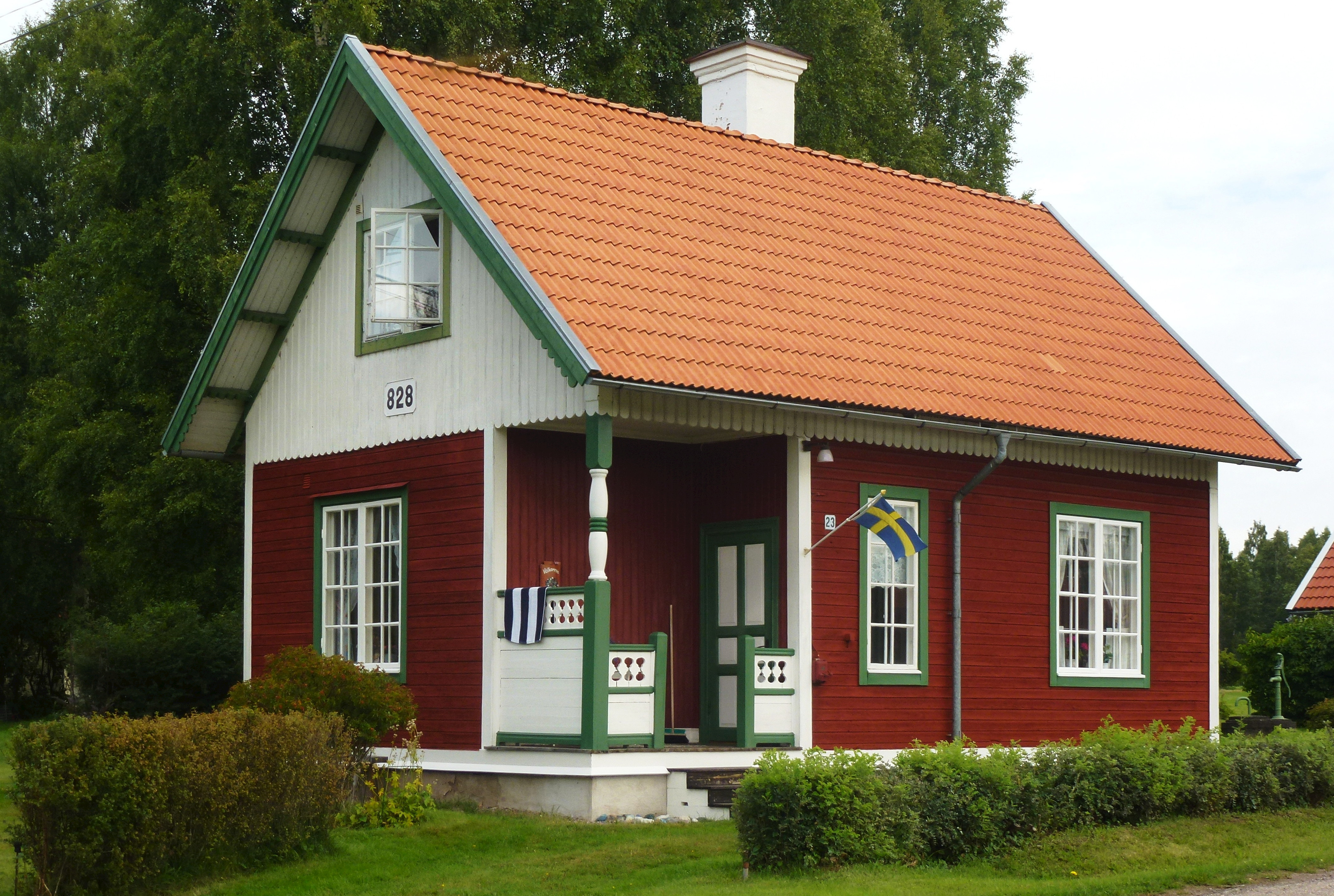
Banvaktarstuga, Grangärde socken, Dalarna.
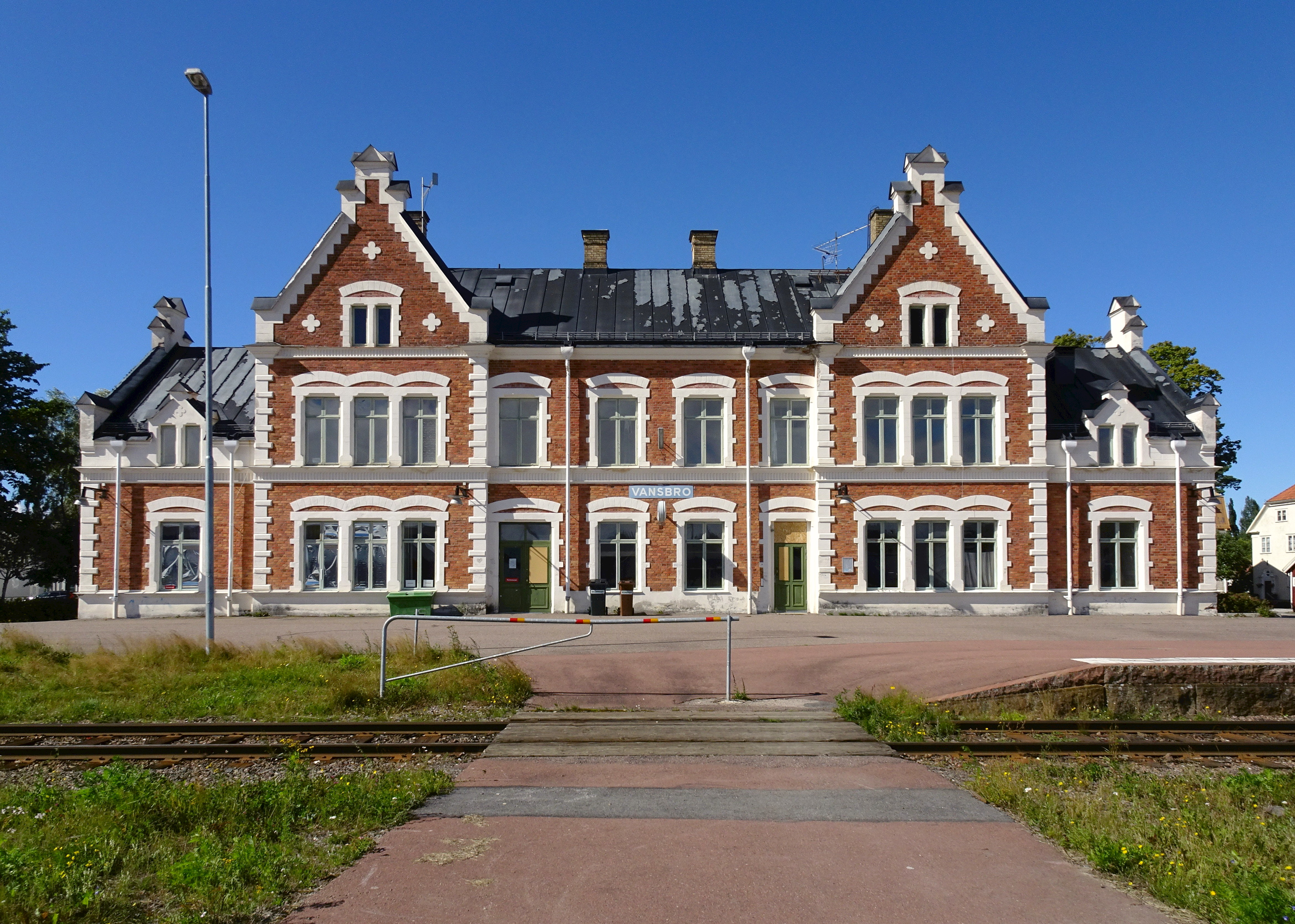
Vansbro järnvägsstation, Dalarna.
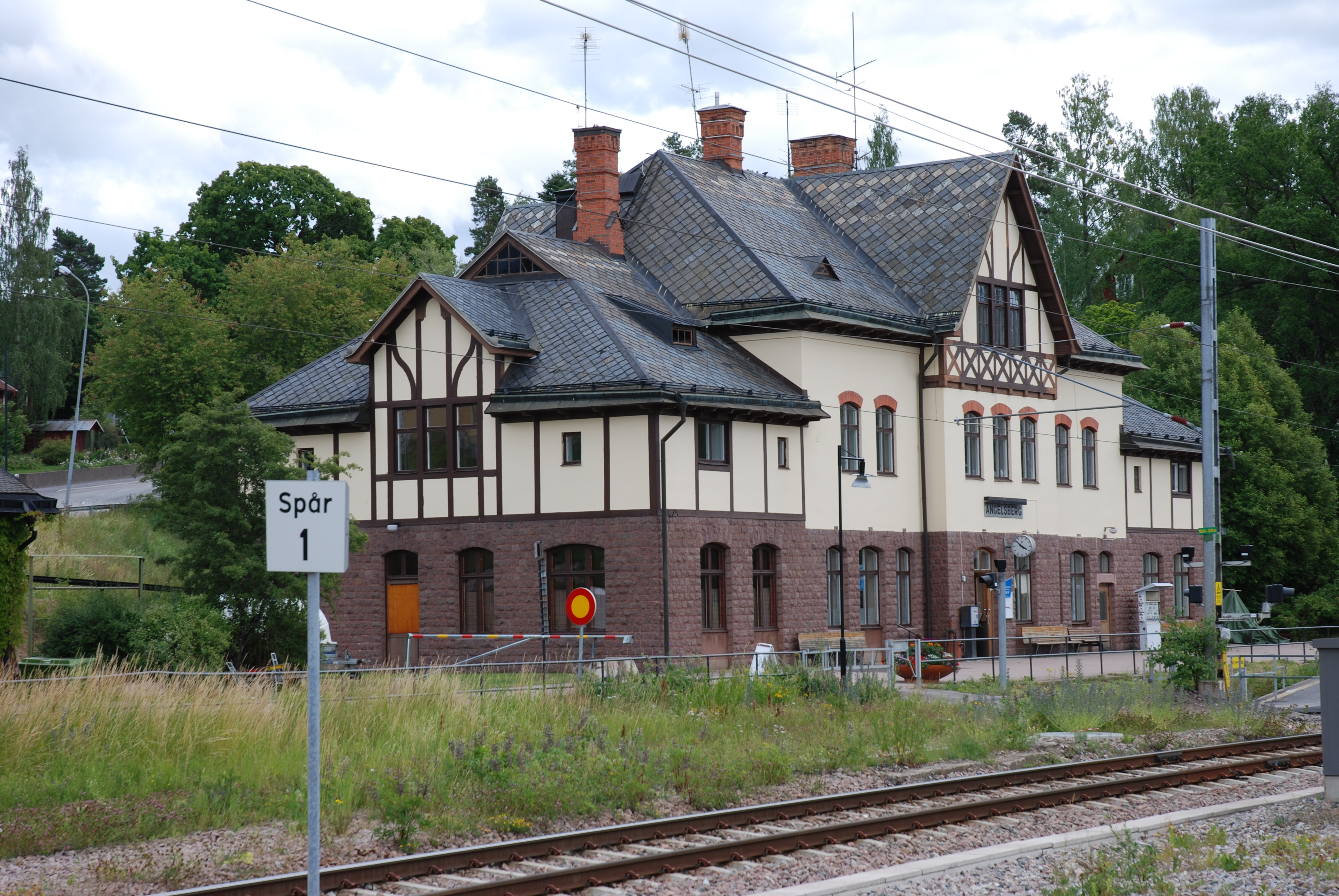
Ängelsbergs järnvägsstation, Västmanland.